# فرد فانك
فرد فانك (بالإنجليزية: Fred Funk)‏ هو لاعب غولف أمريكي، ولد في 14 يونيو 1956 في تاكوما بارك في الولايات المتحدة.

## وصلات خارجية
- فرد فانك على موقع رابطة لاعبي الغولف المحترفين (الإنجليزية)
- فرد فانك على موقع التصنيف العالمي الرسمي للغولف (الإنجليزية)
- فرد فانك على موقع IMDb (الإنجليزية)